# Oliarus doddi
Oliarus doddi är en insektsart i Australien som beskrevs av Frederick Arthur Godfrey Muir 1931. Oliarus doddi ingår i släktet Oliarus, och familjen kilstritar. Inga underarter finns listade.